# Kurier Lanckoroński
Kurier Lanckoroński – czasopismo wydawane przez Towarzystwo Przyjaciół Lanckorony od 1994 r. Dotychczas ukazało się 145 numerów pisma (stan na 1 września 2020 r.). Choć czasopismo uznawane jest za kwartalnik, to jednak liczba numerów wydawanych rocznie nie zawsze wynosi cztery. W 1994 r. opublikowano dwa numery, w 1996, 1997, 1999 r. – po trzy, w 2000 r. – pięć itp.
Główna tematyka czasopisma obejmuje historię Gminy Lanckorona ze szczególnym uwzględnieniem zabytków Lanckorony (m.in. zamku) oraz Konfederacji Barskiej, a także aktualne wydarzenia w Lanckoronie i okolicy.
Ilustracje do Kuriera Lanckorońskiego wykonuje głównie Kazimierz Wiśniak, były redaktor tego czasopisma, a obecnie jego redaktor honorowy.